# 拉塞爾 (餐廳)
48°31′N 2°11′E / 48.51°N 2.18°E
拉塞爾（法語：Lasserre，法語發音：[lasɛʁ]）坐落於法國巴黎第八區，是由廚師勒內·拉塞爾創立的法式料理餐廳。

## 生平
1937年勒內·拉塞爾買下這個房子，直到1942年才創立拉塞爾餐廳，勒內·拉塞爾在1949年獲得米其林指南一星評鑑，兩年後1951年獲得二星評鑑，直到勒內·拉塞爾對於空間重新整修過後，終於在1962年拿到三星評鑑，一直到1983年。
這裡整修之後又獲得三星評鑑，成為名人川流不息的餐廳，例如有：薩爾瓦多·達利、罗伯特·德尼罗、安德烈·馬爾羅、奧黛麗·赫本、費南代爾、奧森·威爾斯等人，都是座上賓客。
1973年勒內·拉塞爾開始培養學徒助理，有幾位日後都成為知名主廚，例如：雅克·拉梅洛瓦茲、居伊·薩沃伊，勒內·拉塞爾一直經營到2001年才退休離開廚房，將拉塞爾餐廳交給他的副手熱拉爾·路易斯-坎法亞（法語：Gérard Louis-Canfailla）繼續經營，中間幾度轉手經營權，直到2019年才由讓-路易·諾米科斯接管廚房、亞歷山大·貝昆（法語：Alexandre Béquin）擔任糕點師。

## 評價
- 2015年迄今都是米其林指南一星評鑑[3]
- 戈和米約三頂高帽[4]

## 相關連結
- 拉塞爾餐廳官方網站 （页面存档备份，存于）